# Deșeuri din demolări

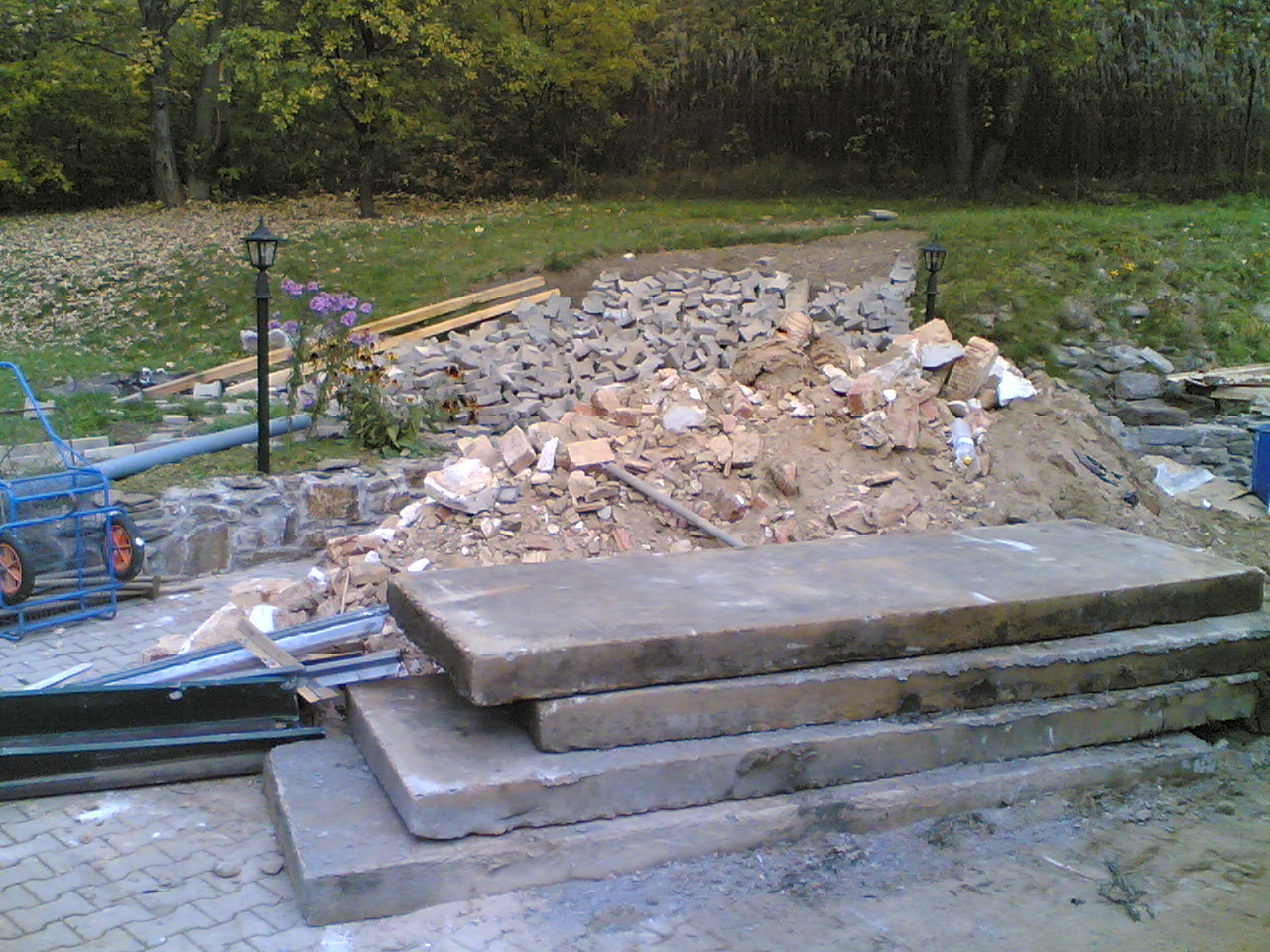
Deșeuri rezultate din demolări

Deșeurile din demolări reprezintă deșeurile rezultate din distrugerea clădirilor, drumurilor, podurilor sau altor structuri. Deșeurile variază din punct de vedere al compoziției; componentele majore sunt betonul, produsele din lemn, țigla, cărămida și țigla, oțelul și gips-cartonul. Multe dintre aceste deșeuri provenite din demolări pot fi reciclate.

## Compoziție
În 2014 o cantitate de 505,1 milioane de tone de deșeuri din demolări a fost produsă în SUA. Din 505,1 milioane de tone, deșeurile au fost compuse din 353,6 milioane de tone de beton, 76,6 milioane de tone de beton asfaltic, 35,8 milioane de tone de produse din lemn, 12,7 milioane de tone de asfalt, 11,8 milioane de tone de cărămidă și țiglă, 10,3 milioane de tone de gips-carton și ipsos și 4,3 milioane de tone de oțel.

## Eliminare
Înainte de extragerea deșeurilor trebuie anihilată posibilitatea de contaminare cu plumb, azbest sau diferite materiale periculoase. Materialele periculoase trebuie să fie aruncate separat, potrivit legii. Molozul poate fi aruncat în depozitele de deșeuri din construcții sau în depozitele de deșeuri solide ale unității administrative locale. În mod alternativ, deșeurile pot fi, de asemenea, sortate și reciclate. Sortarea poate fi realizată chiar în locul demolării, într-un alt loc de sortare sau la un centru de reciclare a materialelor de construcții. Odată sortate, materialele sunt gestionate separat și reciclate în mod corespunzător.

## Reciclare
Beton și cărămidă
Betonul și cărămida pot fi reciclate prin strivire în moloz. Odată sortate, analizate și eliminate materialele contaminante, betonul sau cărămida pot fi utilizate pentru producerea betonului, umplerea fundației drumurilor sau în anrocamente. Concasoarele de beton permit, de asemenea, reciclarea betonului chiar pe locul demolării.
Lemn
Lemnul poate fi reutilizat, reciclat sau ars pentru a genera bioenergie. Folosirea lemnului reciclat elimină nevoia achiziționării de cherestea atunci când este folosit în cantități mai mici în construcții. Lemnul reciclat poate fi folosit pentru traverse, acoperișuri, mulci sau adăposturi pentru animale.
 Folosirea lemnului reciclat ca materie primă pentru producerea bioenergiei este avantajoasă deoarece are un conținut mai mic de apă, aproximativ 20% apă, în comparație cu cheresteaua care conține aproximativ 60% apă.
Gips-carton
Gips-cartonul este fabricat în principal din gips. Odată eliminată hârtia și cartonul din gips, acesta poate fi folosit în producția de ciment, în materiale aerate sau reciclat în noi produse din gips-carton. Reciclarea gipsului poate fi deosebit de benefică, deoarece deșeurile din gips elimină hidrogen sulfurat, un gaz toxic.
Asfalt
Asfaltul este de obicei reciclat și utilizat în pavaj.
Metal
Colectarea, vânzarea și reciclarea deșeurilor metalice constituie o industrie proprie.